# Grupo de Atuação Especial de Repressão ao Crime Organizado de São Paulo
O Grupo de Atuação Especial de Repressão ao Crime Organizado, o GAECO, é um grupo de atuação especial criado pela Procuradoria Geral da Justiça em 1995, no estado de São Paulo, embora a investigação por parte de Promotores de Justiça tenha se iniciado no estado do Paraná, em 1994, junto à antiga PIC (Promotoria de Investigação Criminal). O GAECO tem como função básica o combate a organizações criminosas e se caracteriza pela atuação direta dos promotores na prática de atos de investigação, diretamente ou em conjunto com organismos policiais e outros organismos.

## História
O GAECO existe desde 1995, mas começou a atuar com mais eficácia somente em 1998, quando já estava todo estruturado. O grupo tem uma característica de maior operacionalidade para a execução de atos investigatórios. O GAECO atua de forma singular ou em parceria com o promotor de justiça natural de cada caso, se esse assim o desejar, realizando investigações tanto no corpo de inquéritos policiais em andamento ou que são requisitados e acompanhados pelo grupo, bem como através de Procedimentos Administrativos Criminais instaurados no âmbito do próprio grupo. A atividade é inovadora e difere da atuação criminal comum de cada promotor basicamente pela dedicação a determinados casos em que haja a possibilidade da existência de uma organização criminosa e pela ação direta em certos casos, com a realização de atos de investigação.
A iniciativa do trabalho do GAECO em São Paulo, contribuiu para a criação e/ou o desenvolvimento de grupos semelhantes nos Ministérios Públicos dos outros Estados da Federação.
A partir de 1998 foram criados os GAECOS regionais, visando atender às outras regiões do Estado de São Paulo.

## Atribuições
O Grupo de Atuação Especial de Repressão ao Crime Organizado - GAECO - terá atribuição para oficiar nas representações, inquéritos policiais, procedimentos investigatórios e processos destinados a identificar e reprimir as organizações criminosas, na comarca da Capital, em todas as fases da persecução penal, inclusive audiências, até decisão final.
§ 1°. A atribuição abrange também a apuração e repressão dos crimes que se tornem conhecidos no decorrer das investigações.
§ 2°. O inquérito policial e o processo em andamento sobre crime que se esclareça originário de organização criminosa permanecerá na esfera de atribuição do Órgão do Ministério Público que nele oficia, o qual atuará de forma integrada com o Grupo de Atuação Especial, para obtenção e fornecimento de dados, informações e outros elementos de prova.
§ 3°. Sem prejuízo do disposto no parágrafo anterior, o Grupo de Atuação Especial poderá, se necessário, oficiar, juntamente com o Promotor de Justiça com atribuição para o caso, mediante prévio consentimento deste, no inquérito policial ou processo em andamento.
§ 4°. O processo iniciado através de denúncia oferecida pelo Grupo de Atuação Especial, com base em peças de informação ou procedimento investigatório próprio, será distribuído entre os integrantes da Promotoria de Justiça Criminal. que passará a oficiar, em conjunto, nos autos.

## Investigações
Desde 1995, o GAECO tem investigado inúmeros casos, os que mais se destacaram foram:
- Máfia dos fiscais[1]
- Denúncias contra o ex-prefeito Celso Pitta[2]
- [3]
- Máfia da Cracolândia[4]
- Máfia dos combustíveis[5]
- Primeiro Comando da Capital[6]
- O assassinato do prefeito de Santo André Celso Daniel[7]>http://g1.globo.com/Noticias/SaoPaulo/0,,AA1415655-5605,00.html Em falta ou vazio |título= (ajuda)</ref>
- Máfia dos caça-níqueis[8]
- O Caso MSI – Corinthians[9] [10]
- Roubo no MASP[11]
- Máfia da CNH